# Брено Коррея
Брено Коррея (порт. Breno Correia, 19 лютого 1999) — бразильський плавець.
Чемпіон світу з плавання на короткій воді 2018 року.
Переможець Панамериканських ігор 2019 року.
Переможець Південнамериканських ігор 2018 року.
Чемпіон Південної Америки з плавання 2018 року.